# اليسار المتحد (بيرو)
اليسار المتحد (بالإسبانية : Izquierda Unida) كان تحالفًا للأحزاب السياسية اليسارية في بيرو. تأسس عام 1980 من قبل الوحدة الديمقراطية الشعبية واتحاد اليسار الثوري والحزب الشيوعي البيروفي والحزب الاشتراكي الثوري والحزب الشيوعي الثوري والجبهة الشعبية للعمال والفلاحين والطلاب.
في عام 1984، تحول حزب الوحدة الديمقراطية الشعبية وجزء من الحزب الشيوعي الثوري إلى الحزب المريتيجي الموحد. دمج الحزب نفسه في اليسار المتحد.
كان يقود التحالف ألفونسو بارانتيس لينجان (الذي خسر أمام آلان غارسيا في انتخابات عام 1985) حتى عام 1987. في عام 1989 عقد التحالف أول مؤتمر له. تدريجيًا تفككت الرابطة، مع المزيد والمزيد من المجموعات التي تخلت عنها.